# Mutylator
Mutylator – trzeci solowy album polskiego rapera Słonia. Wydawnictwo ukazało się 5 października 2018 roku nakładem wytwórni Brain Dead Familia. 18 października 2018 roku krążek zadebiutował na 1. miejscu listy OLiS. W dniu 16 stycznia album uzyskał status Złotej płyty.

## Lista utworów
1. Mutylator prod. Matheo; deki DJ Ace
2. Odpad prod. PSR
3. Teatr Anatomiczny prod. Got Barss
4. Legion (Nienormalne Taśmy 3) prod. SoulPete deki DJ Ace
5. Keep it Sick 2 prod. Young Veteran$; gościnnie: King Gordy, G-Mo Skee
6. Butterfly prod. Brainfreezer
7. Butterfly (Prequel) prod. Brainfreezer
8. Sicario prod. Gibbs; gościnnie: Szpaku
9. Luna prod. Brainfreezer; gościnnie: Opał, Řeznik
10. Suko prod. APmg
11. Clinton prod. Bent: deki: DJ Soina
12. Klasyg prod. The Returners; gościnnie: Polska Wersja
13. Smog prod. Young Veteran$
14. Ballada o Lekkim Zabarwieniu Gastronomicznym prod. PSR
15. JŁTK prod. Mayor
16. Ugly Kid Słoń prod. Bent; deki DJ Flip
17. Zombie Hunter 2000 prod. Brainfreezer & Tester Gier, gościnnie: Tester Gier